# Steve Largent
Stephen Michael Largent (Tulsa, Oklahoma, 28 de septiembre de 1954), más conocido como Steve Largent, es un exjugador profesional estadounidense de fútbol americano que se desempeñó en la posición de wide receiver en la National Football League (NFL). Es miembro del Salón de la Fama del Fútbol Americano Profesional.

## Carrera
Largent jugó como profesional catorce temporadas en Seattle Seahawks (1976-1989), equipo en el que se retiró.

## Reconocimiento
El 29 de julio de 1995, ingresó como miembro al Salón de la Fama del Fútbol Americano Profesional.